# Wahlkampf

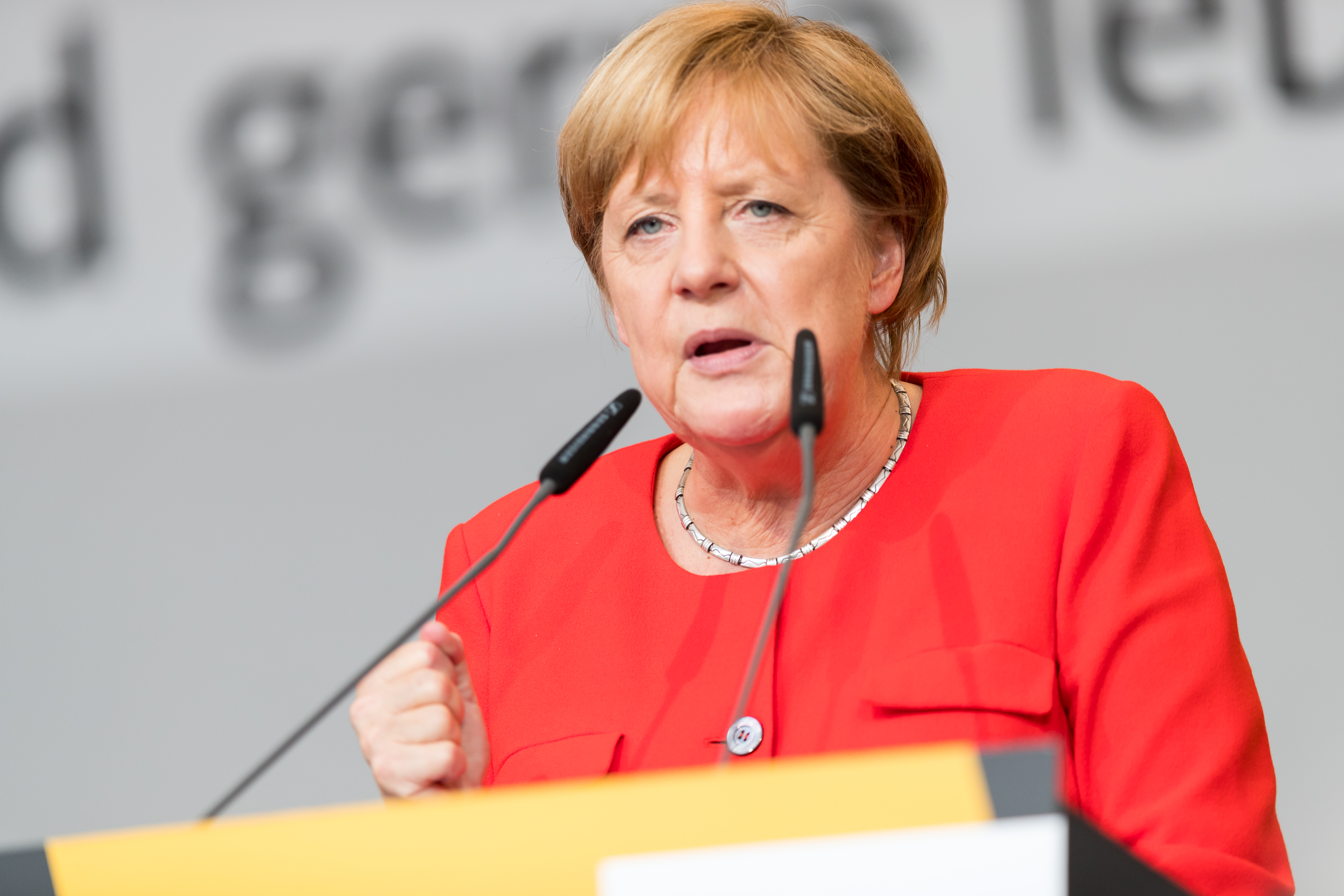
Angela Merkel bei einer Wahlkampfrede

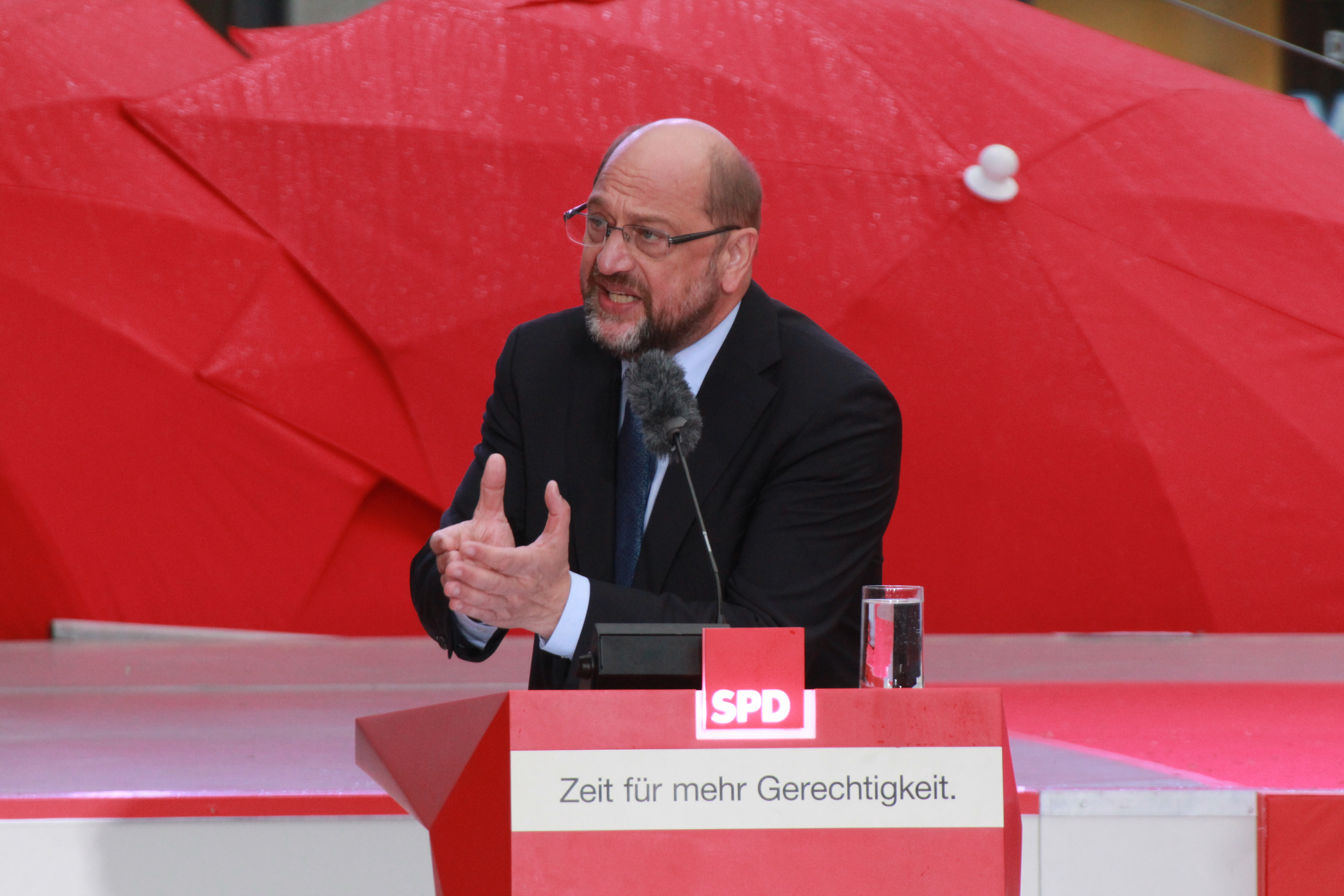
Martin Schulz bei einer Wahlkampfrede

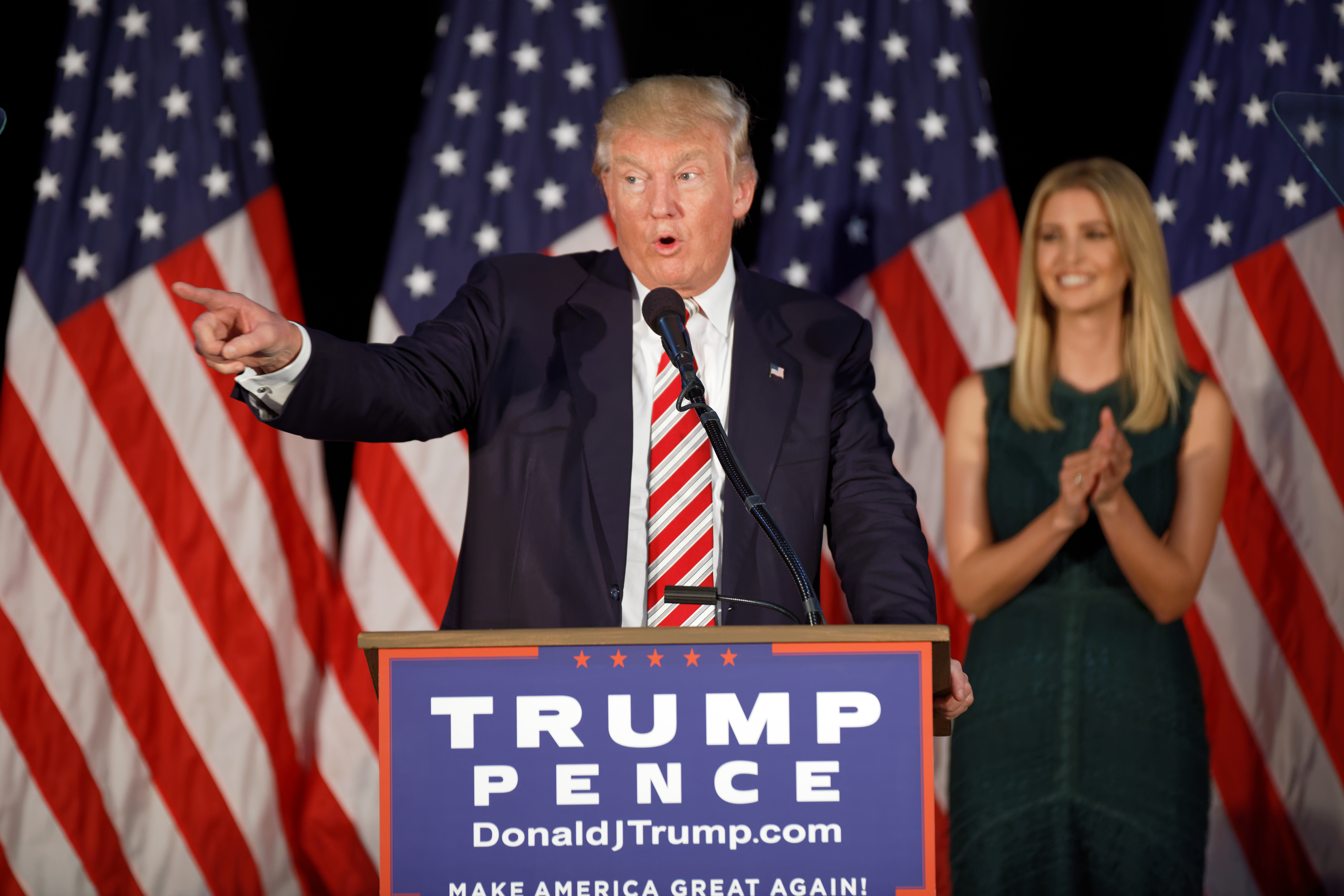
Donald Trump in Aston

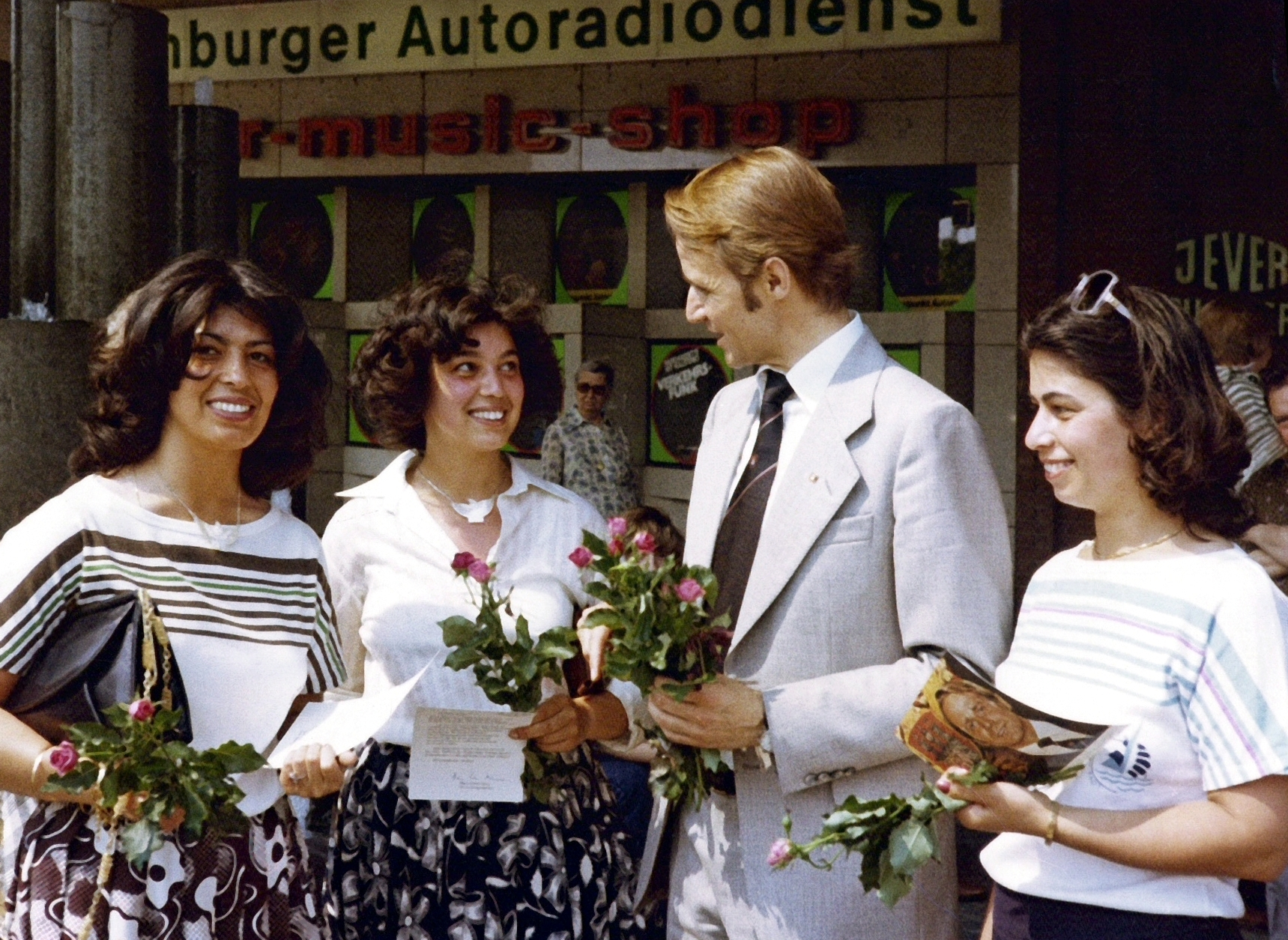
Wahlkämpfer H. U. Klose verteilt Rosen

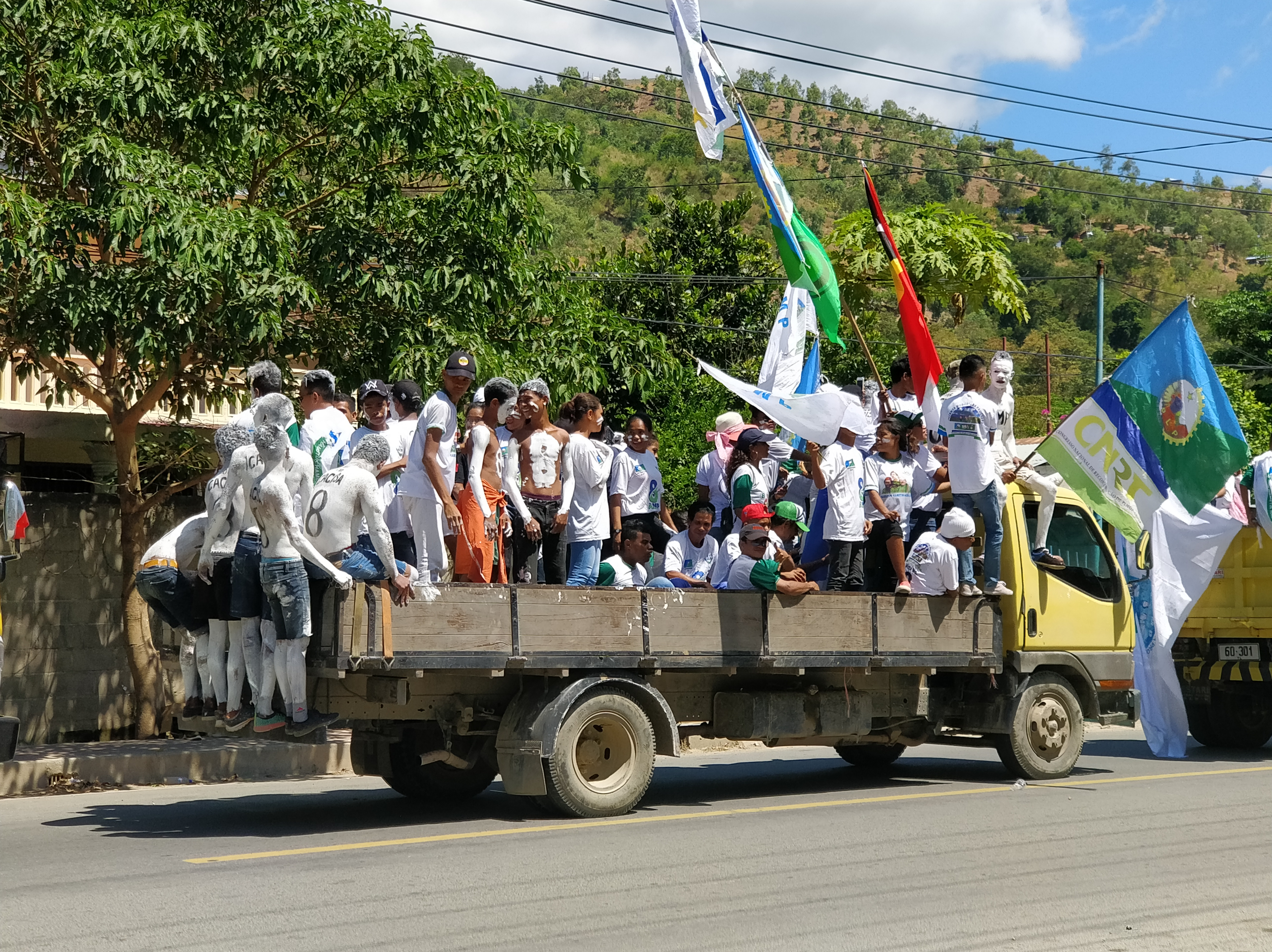
Wahlkampf in Osttimor: LKW-Corso

Als Wahlkampf wird im engeren Sinne das direkte Werben politischer Parteien oder Kandidaten um Stimmen der Wahlberechtigten vor einer Wahl bezeichnet. Er wird oft als Kampagne geführt. Im weiteren Sinne lässt sich der größte Teil des Agierens von Parteien oder Kandidaten vor einer Wahl dem Wahlkampf zurechnen, nicht aber das langfristig angelegte Politikmarketing.
In Deutschland spricht man von Dauerwahlkampf, wenn sehr häufig in einem der Bundesländer Wahlen stattfinden und dadurch die Sachpolitik zurückgedrängt wird. Eine wissenschaftliche Auseinandersetzung findet insbesondere mit dem individuellen Wahlverhalten der Bürger sowie der politischen Kommunikation der Parteien im Wahlkampf statt.

## Funktion und Formen
Wahlkämpfe richten sich in der Regel sowohl an die eigenen Sympathisanten als auch an Unentschlossene. Mitglieder und Unterstützer der eigenen Partei sollen mit verstärkter Motivation in ihrem Umfeld einen Schneeballeffekt mit Aktionen und Mundpropaganda bewirken. Zum anderen soll der Wahlkampf noch unentschlossene Wähler mit Argumenten versorgen und zur Stimmabgabe bewegen. Nicht zuletzt helfen ehrenamtliche Plakatkleber, Flugblattverteiler und Versammlungsredner Parteigelder einzusparen. Da die traditionelle Bindung an Parteien abnimmt, gewinnt der Wahlkampf in den Medien zunehmend an Bedeutung.
- Direkter Wahlkampf: Formen und Mittel des direkten Wahlkampfs sind insbesondere öffentliche Reden, Informationsstände auf öffentlichen Plätzen und in Fußgängerzonen oder persönliche Ansprachen der Bürger, indem die Kandidaten und ihre Helfer sie in einem „Haustürwahlkampf“ zu Hause aufsuchen (sogenanntes „Klinkenputzen“). Die noch in den 1980er Jahren verbreitete Kommunikation von (kurzen) Texten aus dem Lautsprecher eines in Wohngebieten fahrenden Pkw ist kaum mehr in Gebrauch; Der Effekt der Verteilung kleinerer Geschenke an Wahlständen (Kugelschreiber, Aufkleber, Luftballons und ähnlichem) ist zwar umstritten, wird aber zur Erleichterung von Gesprächsanbahnungen mit möglichen Wählern nach wie vor genutzt.

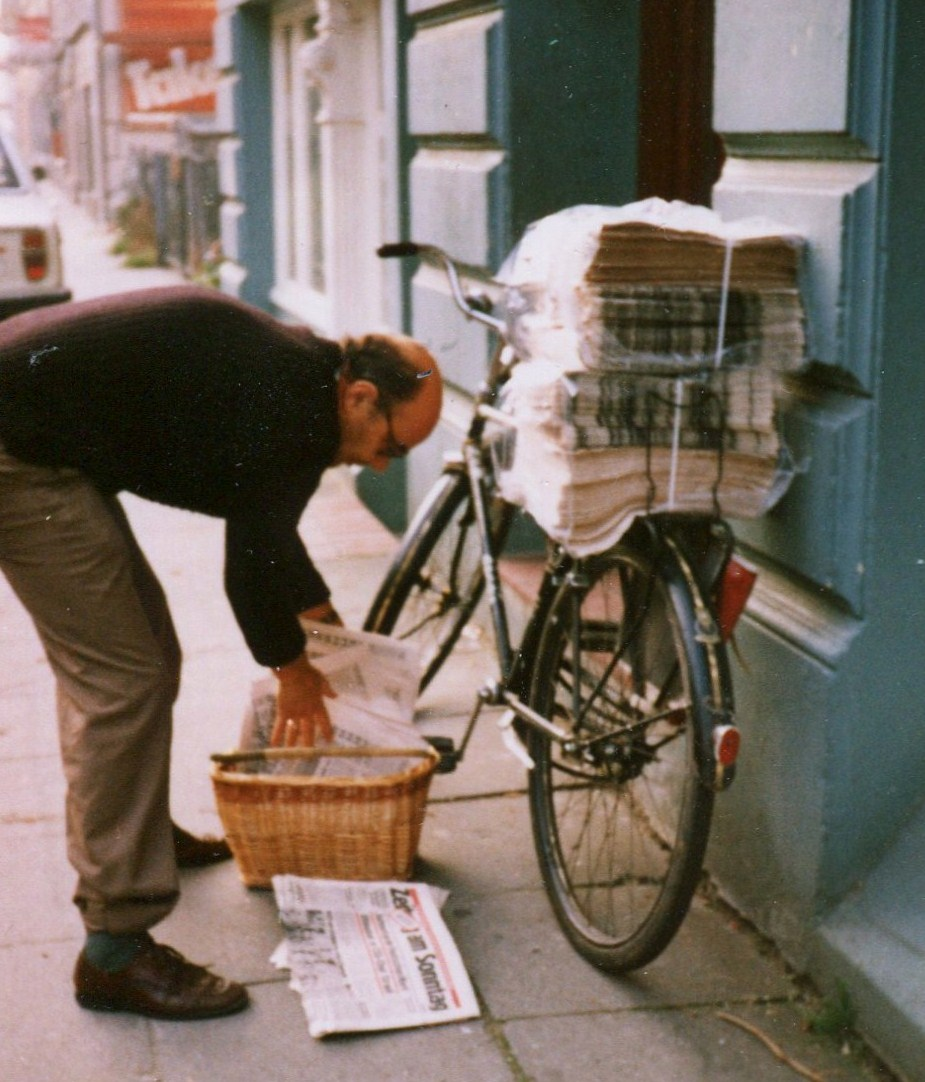
Parteimitglieder verteilten millionenfach Wahlkampfzeitungen

- Klassische Massenmedien: Als indirekte Formen werden Wahlkampftechniken bezeichnet, die Massenmedien nutzen. Dazu gehören Wahlprogramme, Flugblätter, Wahlplakate, Wahlzeitungen, Wahlkampfschlager, Bücher der Kandidaten, Pressemitteilungen und Leserbriefaktionen.

Zitat aus dem Handbuch Parteiarbeit – Handbuch für die Arbeit in sozialdemokratischen Ortsvereinen aus den 70er Jahren: „Im Rahmen der Öffentlichkeit kommt dem Leserbrief eine besondere Funktion zu. Die Spalten mit den Meinungsäußerungen der Leser geben manchmal die einzige Möglichkeit, in ein der SPD nicht gewogenes Blatt zu gelangen... Der Pressereferent darf...dazu auffordern. Damit soll nicht einem wahllosen Meinungsterror durch inszenierte Massensendungen das Wort geredet werden. Wenn aber durch verkürzte Darstellungen sozialdemokratischer Politik der Öffentlichkeit ein falsches Bild unserer Positionen vermittelt wird, können Leserbriefe – auch wenn sie nicht alle veröffentlicht werden – das Bild korrigieren.“
- Elektronische Massenmedien: Besonders die elektronischen Massenmedien haben den Wahlkampf verändert. In den letzten Jahren wird eine Veränderung der Wahlkampfführung beobachtet. Während der traditionelle Wahlkampf, besonders in Deutschland, in der Mehrheit von einfachen Parteimitgliedern betrieben wurde und sich auf die Werbung vor Ort konzentrierte, nimmt die Bedeutung der Massenmedien zu. Gleichzeitig wird konstatiert, dass der Wahlkampf sich immer mehr professionalisiert, das heißt von professionellen Werbeagenturen betreut wird, und sich in Form der Personalisierung vor allem auf einzelne Spitzenkandidaten beschränkt (siehe auch Amerikanisierung). Als exemplarische Beispiele werden der Wahlkampf von Bill Clinton 1992 oder der von Tony Blair 1997 genannt. In Deutschland wurde der von der „Kampa“ genannten Wahlkampfzentrale betreute Wahlkampf der SPD vor der Bundestagswahl 1998[1] als bedeutender Wechsel in der Wahlkampfführung bezeichnet. Erstmals gab es Kundgebungen mit Infotainment, Moderatoren wie Frank Buschmann, Holger Pfandt oder Peter Kunz, Talkrunden und Musik-Acts. Inwieweit diese Tendenzen wirklich stattfinden und inwieweit sie das Wahlverhalten ändern, ist in der politikwissenschaftlichen Literatur umstritten. Wahlkampf findet seitdem mit Werbespots und Fernsehdebatten statt (unter anderem TV-Duellen) sowie im Hörfunk und im Internet. In Deutschland gelten für private und öffentlich-rechtliche Rundfunksender besondere rechtliche Regelungen für die Ausstrahlung von Wahlwerbespots. Danach dürfen die Sender von Parteien eingereichte Spots in vorgeschriebener Länge nur in Ausnahmefällen ablehnen, etwa bei verfassungswidrigen Inhalten. Mehr oder weniger subtile Einflussnahmen gibt es „hinter den Kulissen“ durch sogenannte Spin Doctors.

### Wahlkampf im Internet
Internetwahlkampf bezeichnet die Durchführung oder Begleitung von Wahlkampagnen unter Ausnutzung der besonderen Möglichkeiten des Internets. Dies umfasst die Ansprache von Wählern, Freiwilligen, Spendern und Multiplikatoren, beispielsweise über E-Mail-Newsletter, Websites oder Blogs.
Internetwahlkampf kann im Kommunikationsmix einer Wahlkampagne bestimmte Aufgaben besser leisten als andere. Der Selbstselektionsprozess im Internet macht es beispielsweise sehr schwer, Wähler zu erreichen, die an Politik nicht interessiert sind. Während diese Wähler zum Beispiel einem 30-Sekunden-Fernsehspot kaum ausweichen würden, müssten sie im Internet gezielt die Informationsangebote der Kampagne aufsuchen oder den Newsletter abonnieren. Wahlkampf im Internet muss sich also an denjenigen Zielgruppen orientieren, die sich im Internet besonders gut erreichen lassen:

„Der durchschnittliche Nutzer von Politikerwebsites ist männlich, gebildet und jünger als 50 Jahre. Er hat ein vergleichsweise hohes Einkommen, ist internetaffin und zieht die Freiheit der Sicherheit und Gleichheit vor. Sein Interesse an Politik ist groß und er schätzt sich als politisch sehr kompetent ein. So hat er eine Neigung zu einer bestimmten Partei entwickelt und verbringt einen vergleichsweise hohen Anteil seiner gesamten Onlinezeit mit politischen Aktivitäten.“

Das Internet erleichtert es, die politische Basis in den Wahlkampf mit einzubeziehen. Manche Kampagnen verfolgen statt des traditionellen Top-down-Ansatzes der Kampagnenführung sogar einen ausgeprägten Bottom-up-Ansatz. Besonders ausgeprägt war dies bei der Kampagne des demokratischen Präsidentschaftskandidaten Howard Dean in den Vorwahlen 2003/2004. Ähnlich wie bei einer Graswurzelbewegung wurde die Dean-Kampagne von der politischen Basis inhaltlich mitgestaltet und gesteuert und außerdem vornehmlich mittels vieler kleiner Einzelspenden finanziert. Die Dean-Kampagne stand über ihren Kampagnenblog stets im intensiven Dialog mit der politischen Basis und ging auf Ideen aus den Nutzerkommentaren ein. Im Zuge dieser Kampagne wurde der Begriff Open Source erstmals auch im Kampagnenkontext eingeführt.
Howard Dean gelang es, über das Internet eine große Zahl von freiwilligen Helfern zu mobilisieren und in einem Vierteljahr die Rekordsumme von 15 Mio. US-Dollar an Spenden einzunehmen. Die Kampagne von Howard Dean wurde zum Vorbild für den modernen Internetwahlkampf. Während der Internetwahlkampf in den USA bereits eine große Bedeutung erlangt hat, wurde sein Potenzial in Deutschland auch in den Bundestagswahlkämpfen 2005 und 2009 noch nicht voll ausgeschöpft.

## Arten von Wahlkampfbotschaften

### Personenbezogen

Landtagswahlkampf NRW 2010; der damalige Ministerpräsident Jürgen Rüttgers im Brückenforum Bonn-Beuel

Personenbezogene Wahlkampfbotschaften stellen auf das Spitzenpersonal der Partei und besonders den zukünftigen Amtsträger ab. Diese Fokussierung reduziert die Komplexität von Sachfragen und institutionellen Entscheidungen auf eine Person. Wahlkämpfe, die hauptsächlich auf personenbezogene Botschaften setzen, werden auch als Personenwahlkampf bezeichnet. Der Politikwissenschaftler Werner Wolf formulierte es 1980 als Der Spitzenkandidat verkörpert im Wahlkampf die Programme, Ziele und Anliegen seiner Partei. Er macht die Politik für den Bürger begreiflich. In Deutschland ist dies besonders auffällig an der Rolle, die der Kanzlerkandidat im Wahlkampf einnimmt, ähnliche Prozesse lassen sich aber auch bei den Spitzenkandidaten kleinerer Parteien oder den Kandidaten für ein Ministerpräsidentenamt beobachten.

### Themenbezogen

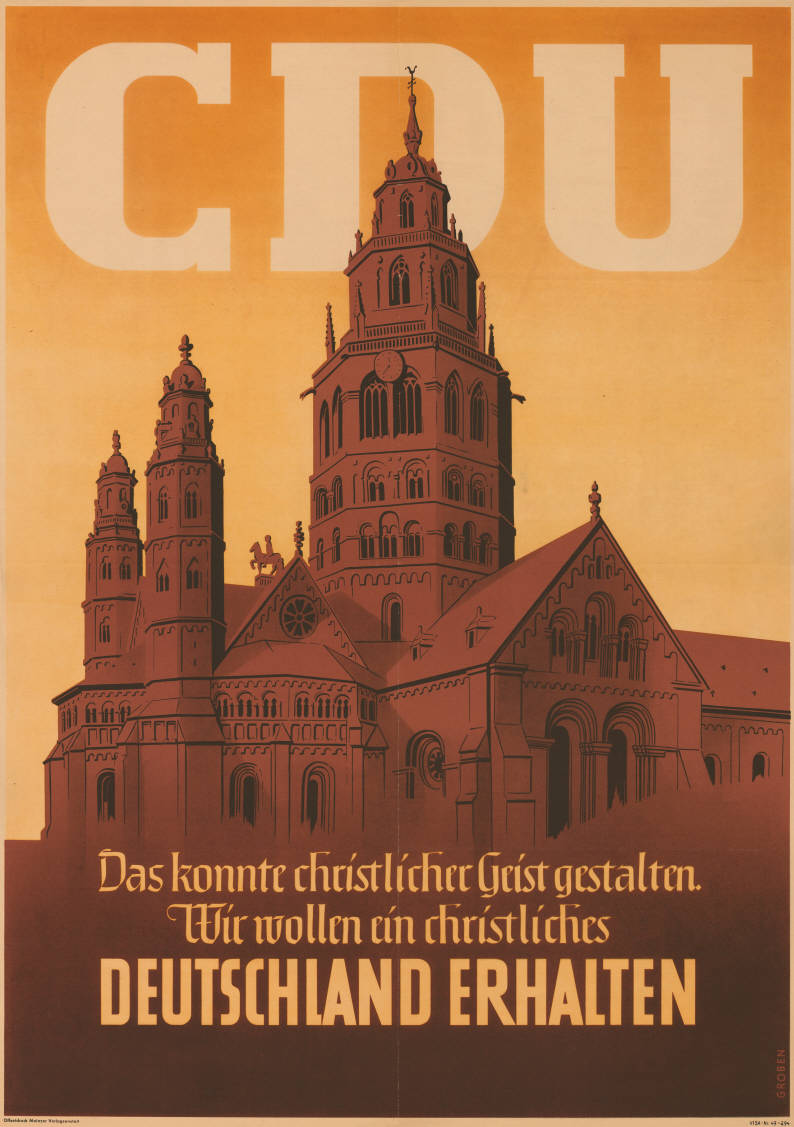
Anspruch der CDU, christlich-konservative Politik zu betreiben

Die themenbezogenen Wahlkampfbotschaften stellen besonders auf die Politikfelder ab, mit der eine Partei oder ein Kandidat versucht, sich positiv zu positionieren. Die Felder werden nach den Gesichtspunkten ausgewählt, ob sie in der Wählerschaft als besonders problematisch oder besonders wichtig aufgefasst werden und ob Kandidat oder Partei darin in der Bevölkerung eine besonders hohe Kompetenzzuschreibung genießt. Wird ein Thema in der Bevölkerung als wichtig aufgefasst, kommt es für die Parteien besonders darauf an, dieses Thema so zu deuten, dass es wie ein Thema wirkt, in dem die Partei als besonders kompetent gilt. Ein klassisches Beispiel aus der Bundespolitik wäre die Arbeitslosigkeitsproblematik, die von Schwarz-Gelb als wirtschaftspolitisches Thema gedeutet würde, von der SPD primär aber als sozialpolitisches Thema, da die Parteien hier als besonders kompetent galten. Im Bundestagswahlkampf 1998 gelang es allerdings der SPD, das Thema als wirtschaftspolitisches Thema aufzufassen und trotzdem die Wahl zu gewinnen.

### Parteibezogen

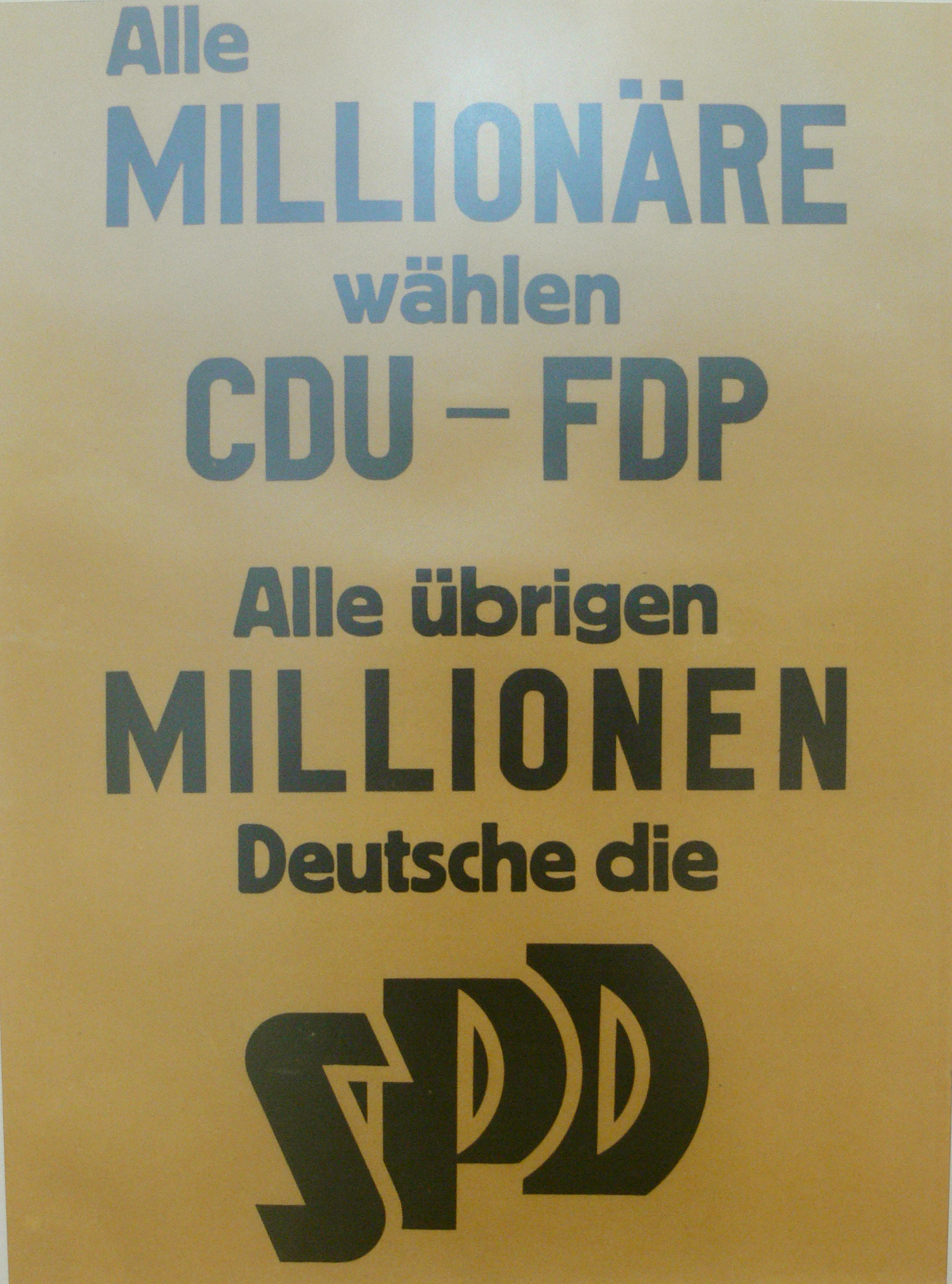
Wahlplakat der SPD im ersten Bundestagswahlkampf 1949

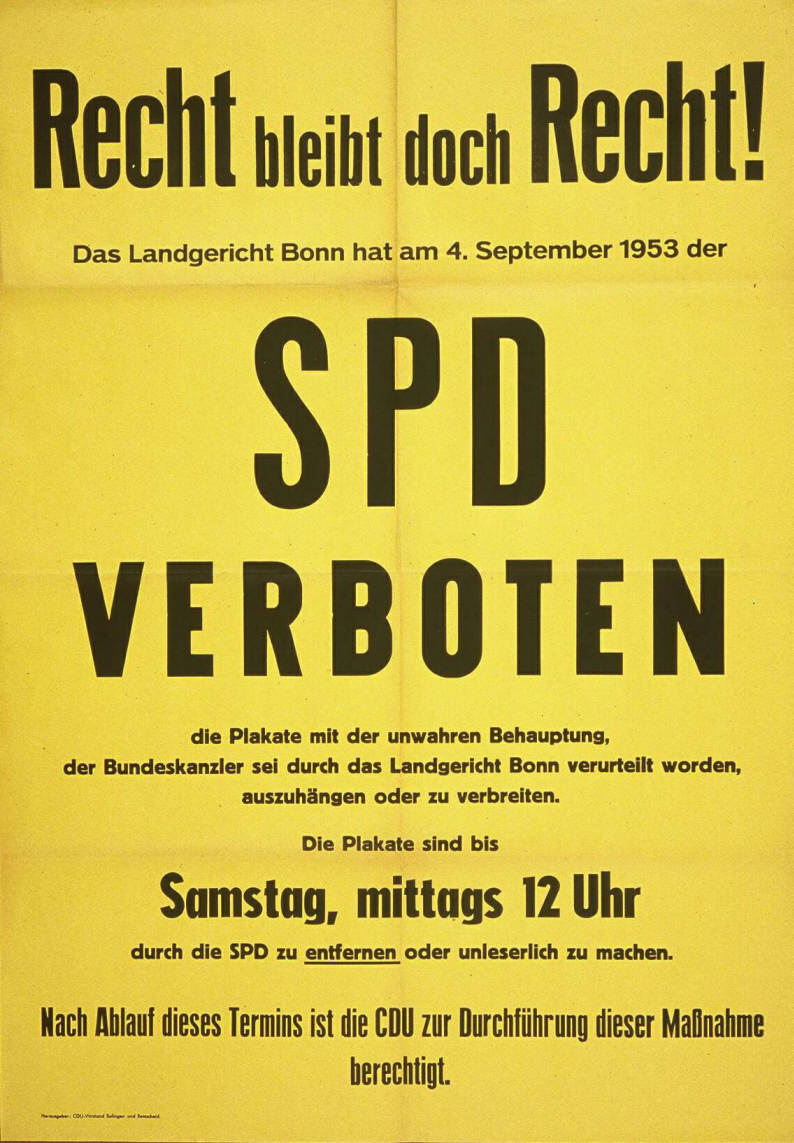
Streit um Wahlplakate in Bonn 1953

Parteibezogene Wahlkampfbotschaften beziehen sich auf die Partei als Ganzes und auf das Image, das diese im Wahlkampf von sich zu formen versucht. Für die Parteien kommt es zum einen darauf an, als besonders kompetent zu gelten, zum anderen findet hier eine wichtige ideologische Positionierung statt. Bekannt sind hier in der Bundesrepublik beispielsweise die Freiheit statt Sozialismus-Kampagne der CDU zu Zeiten Adenauers, die Sicher in die Zukunft-Kampagne der CDU bei der Bundestagswahl 1994, bei der insbesondere die Roten Socken-Kampagne zum Tragen kam, oder die Wir-sind-bereit-Kampagne der SPD bei der Bundestagswahl 1998. Nach dem Modell vom Medianwähler tendieren Parteien im Wahlkampf zur Mitte der Gesellschaft.

### Gruppenbezogen
Deutsche Parteien werben in verschiedenen Sprachen, obwohl Deutsch als Voraussetzungen für die deutsche Staatsbürgerschaft gilt, also theoretisch alle Wähler Deutsch sprechen. Die CDU und AfD werben unter anderem mit russischen und türkischen Flyern, die SPD auf Russisch, Arabisch, Italienisch und Polnisch. Russisch kommt Russlanddeutschen, Spätaussiedlern aus Rumänien, Polen und der ehemaligen Sowjetunion entgegen.
Als 2024 die CDU Wahlplakate auch auf Arabisch aufhängte, kam es in Leipzig zu 400 Fällen von Vandalismus.

## Abgrenzung zur Propaganda und Einhaltung ethischer Standards
Die Wahl der Aussagen und Methoden eines Wahlkampfes und deren Wahlkampfbotschaften unterliegen jedoch nicht der absoluten Willkür. Propaganda ist auch im härtesten Wahlkampf in Deutschland verboten. Da die Grenze zwischen legitimen Wahlkampfbotschaften und manipulierender Propaganda fließend ist, werden bisweilen Selbstverpflichtungen von Parteien zur Einhaltung ethischer Standards diskutiert.
So wurde 2021 in Deutschland von einer Vielzahl von Stiftungen und Nichtregierungsorganisationen die Forderung nach einer Selbstverpflichtung für einen fairen digitalen Wahlkampf erhoben. Für den Bundestagswahlkampf 2025 handelten SPD, CDU, CSU, Grüne, FDP und Die Linke im Dezember 2024 ein sogenanntes Fairness-Abkommen miteinander aus. Angesichts des dennoch sehr kontrovers geführten Bundestagswahlkampfs formulierte der Präses der Evangelischen Kirche im Rheinland, Thorsten Latzel, sieben Gebote für Anstand im Wahlkampf.

## Wahlkampfversprechen
Politiker sind rechtlich nicht gebunden an das, was sie im Wahlkampf versprechen. Zur Wahl stehen sie als Personen, die sich nach der Wahl frei, nur ihrem Gewissen verpflichtet, an den politischen Entscheidungen im Bundestag beteiligen können:
Art. 38 Abs. 1 GG:

„Die Abgeordneten des Deutschen Bundestages werden in allgemeiner, unmittelbarer, freier, gleicher und geheimer Wahl gewählt. Sie sind Vertreter des ganzen Volkes, an Aufträge und Weisungen nicht gebunden und nur ihrem Gewissen unterworfen.“

Vereinzelt gibt es Vorschläge, dass Politiker vor den Wahlen Verträge mit dem Volk schließen sollten. Entgegengehalten wird etwa vom Freiburger Geschichtsprofessor Wolfgang Reinhard: „Wer den politischen Selbstmord vermeiden wolle, dem bliebe nichts anderes übrig, als zu lügen … Politik sei nie ohne Täuschungen und Intrigen zu betreiben.“

## Wahlwerbung

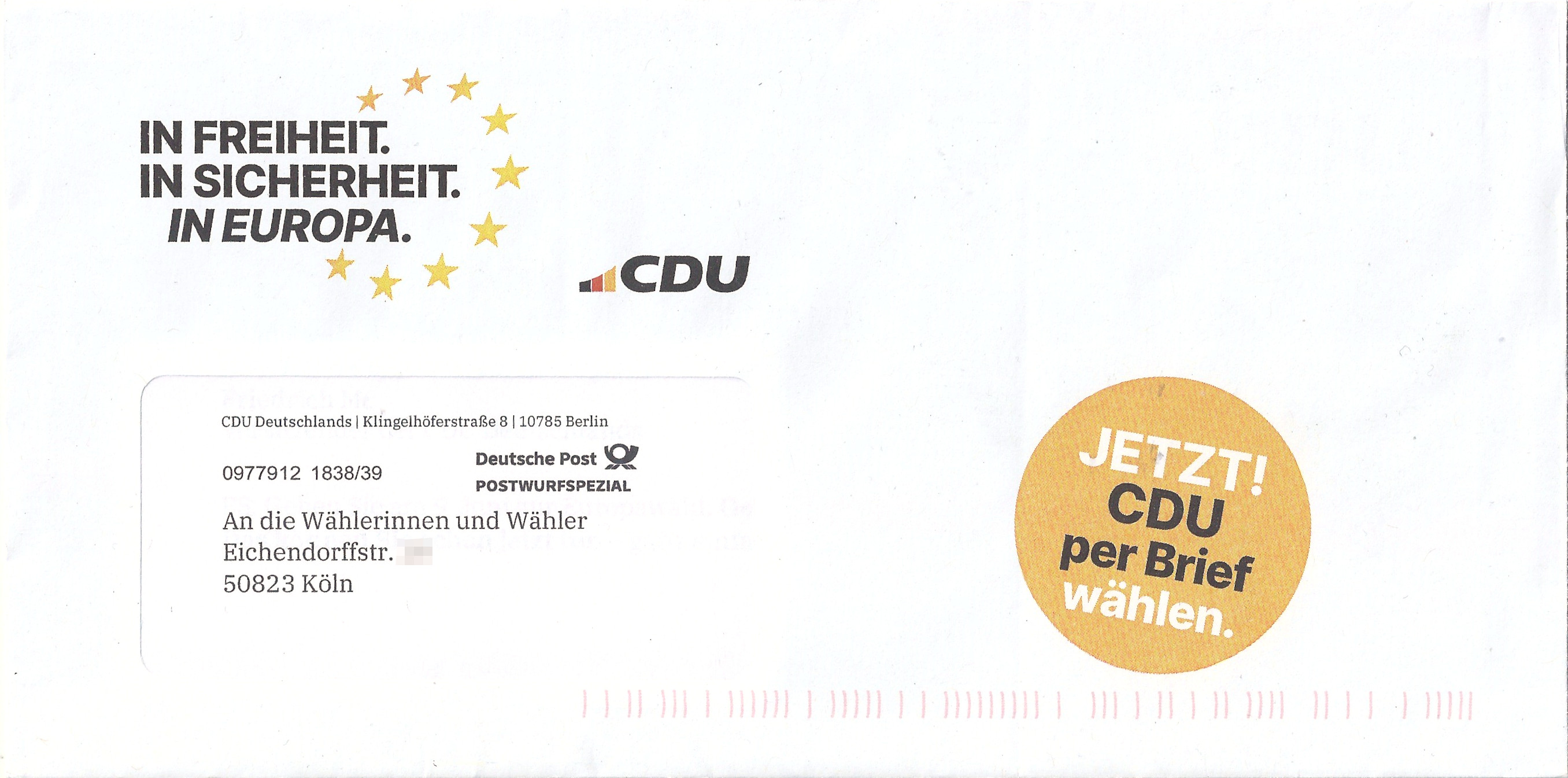
Nicht individualisierte Wahlwerbung der CDU zur Europawahl 2024, verschickt über die Deutsche Bundespost als Postwurfspezial

Gemäß § 50 Bundesmeldegesetz (BMG) können Parteien, Wählergruppen und andere Träger von Wahlvorschlägen ab sechs Monate vor einer Wahl Auskunft von Wahlberechtigten aus dem Melderegister erhalten. Damit dürfen dann personalisierte Briefe mit Wahlwerbung verschickt werden. Die Daten sind einen Monat nach der Wahl zu löschen. Ein Widerspruch zur Weitergabe der Daten ist bei der Meldebehörde einzureichen. Auskunftssperren (§ 51 BMG) und bedingte Sperrvermerke (§ 52 BMG) müssen von der Meldebehörde berücksichtigt werden.
Es sind auch nicht personalisierte Briefe mit Wahlwerbung, z. B. über die teiladressierte Versandform „Postwurfspezial“ zulässig. Hierbei wird die Straße und Hausnummer, aber keine Namen der Hausbewohner genannt.

## Timing von Wahlbotschaften
Jede Partei muss im Wahlkampf andere Parteien beobachten und sowohl auf ihre Aussagen als auch die entsprechende Reaktion der Mehrheit der Wähler eingehen, um wahltaktisch geschickt wiederum reagieren zu können. Dies hat zur Folge, dass mit dem Inhalt auch die zeitliche Platzierung einer jeden Wahlbotschaft eine große Rolle spielt. Als Alternative zu intuitiven, auf Fingerspitzengefühl beruhenden Strategien, werden auch mathematisch-strategische Methoden herangezogen. In der Praxis jedoch muss jede Methode anwenderfreundlich und damit auch hinreichend einfach sein. Als Beispiel sei eine auf der Odds-Strategie basierende und flexible Methode für das Finden optimaler Lösungen hingewiesen.

## Wahlkampfkostenerstattung
Die Wahlkampfkostenerstattung ist ein wichtiger Teil der staatlichen Parteienfinanzierung. Um in diese aufgenommen zu werden, muss eine Partei in Deutschland 0,5 % der Stimmen bei einer bundesweiten Wahl oder 1 % der Stimmen bei Landtagswahlen erreichen.
Wo keine staatliche Finanzierung existiert, müssen Parteien für einen wirksamen Wahlkampf sehr hohe Spendensummen erreichen, zum Beispiel in den USA.

## Filme
- Parolen und Polemik – die Geschichte der deutschen Wahlwerbefilme. Dokumentarfilm, 112 Minuten, Tacker Film. Trailer.